# Параметр Фріда
Параметр Фріда, або ж довжина когерентності Фріда (зазвичай позначається як {\displaystyle r_{0}}) є мірою якості оптичного проходження через атмосферу, що супроводжується випадковими неоднорідностями в атмосферному показнику заломлення. Такі неоднорідності наявні переважно через малі варіації температури (і, як наслідок, тиску) на менших просторових масштабах, що виникають через випадкове турбулентне перемішування більших температурних варіацій на більших просторових масштабах. Розгляд цих особливостей та неоднорідностей вперше було зроблено Колмогоровим. Параметр Фріда має розмірність довжини й зазвичай виражається у сантиметрах. За визначенням, це діаметр круга, проходячи через який, середньоквадратичне значення аберацій хвильового фронту, що пов'язані із проходженням через атмосферу, рівне одному радіану. Як таке, отримання зображення на телескопах з апертурою значно меншою за {\displaystyle r_{0}} зазнає меншого впливу атмосферної видимості, аніж впливу дифракції, пов'язаної із малою апертурою телескопа. Проте, роздільну здатність телескопів із апертурою значно більшою за {\displaystyle r_{0}} (що включає всі спеціалізовані телескопи) буде обмежено наявністю турбулентної атмосфери, яка запобігатиме досягненню інструментами дифракційного обмеження. 
Параметр Фріда за певної довжини хвилі {\displaystyle \lambda } можна описати у термінах так званої сили атмосферної турбулентності {\displaystyle C_{n}^{2}(z')} (функція температурних флуктуацій, окрім власне функції значення турбулентності) вздовж {\displaystyle z'}, шляху поширення оптичного випромінювання:
{\displaystyle r_{0}=\left[0.423\,k^{2}\,\int _{\mathrm {Path} }C_{n}^{2}(z')\,dz'\right]^{-3/5}}
, де {\displaystyle k=2\pi /\lambda } — хвильове число. Якщо не зазначено окремо, при посиланні на параметр Фріда йдеться про шлях у вертикальному напрямку. Якщо спостереження ведеться під кутом до зеніту {\displaystyle \zeta }, лінія прямої видимості через шар повітря збільшується в {\displaystyle \sec \zeta }, спричиняючи більші збурення фронту хвилі. Як результат, {\displaystyle r_{0}} стає меншим, і дійсний параметр Фріда зменшується у термінах вертикального шляху {\displaystyle z} таким чином:
{\displaystyle r_{0}=\left[0.423\,k^{2}\,\sec \zeta \int _{\mathrm {Vertical} }C_{n}^{2}(z)\,dz\right]^{-3/5}=(\cos \zeta )^{3/5}\ r_{0}^{(vertical)}.}
В місцях, що обрано для обсерваторій типові значення {\displaystyle r_{0}} варіюються в межах від 10 см для середніх значень видимості до 20 см за умови відмінної видимості. Кутова роздільна здатність тоді приблизно обмежена як {\displaystyle \lambda /r_{0}} через вплив атмосфери, в той час, як роздільна здатність через дифракцію для апертури діаметром {\displaystyle D} визначається як {\displaystyle 1.22\lambda /D}. Оскільки професійні телескопи мають діаметри {\displaystyle D\gg r_{0}}, вони можуть отримати роздільну здатність зображення, що досягає дифракційного обмеження цих телескопів лише завдяки використанню адаптивної оптики.
Оскільки {\displaystyle r_{0}} є функцією довжини хвилі, що змінюється як {\displaystyle \lambda ^{6/5}}, його значення має сенс лише при заданій довжині хвилі. Коли явно не зазначено, зазвичай йдеться про довжину хвилі {\displaystyle \lambda =0.5\mu m}.